# 구시비키 가즈키
구시비키 가즈키(일본어: 櫛引 一紀, 1993년 2월 12일 ~ )는 일본의 축구 선수이다. 현재 J2리그의 V-파렌 나가사키에서 뛰고 있다.

## 구단 경력
그는 2011년부터 J리그의 홋카이도 콘사돌레 삿포로, 나고야 그램퍼스, 오미야 아르디자, 산프레체 히로시마, V-파렌 나가사키에서 뛰었다.